# Dwór Kirchmajerów w Krakowie
Dwór Kirchmajerów – dwór przy ul. św. Tomasza w Krakowie, przylegający do Plant. Zbudowany w latach 1827–1841, zburzony w pierwszej połowie XX wieku.

## Historia
Dwór zbudowany został w latach 1827–1841 na działce wcześniej należącej do opactwa cystersów z podkrakowskiej Mogiły (znajdował się tutaj dwór opacki, ogród, spichlerze). Budowę zaczął krakowski cukiernik Józef Cypser, który planował utworzenie tu willi z kawiarnią (plany budowy zatwierdzono 14 kwietnia 1827), ale już wkrótce zabrakło mu pieniędzy na prace budowlane. Z tego powodu Cypser sprzedał nieruchomość znanemu przedsiębiorcy Piotrowi Steinkellerowi. Ten wybudował tutaj klasycystyczny dwór z portykiem od strony Plant (przebudowano też spichlerze opackie). Budową kierował przybyły z Wiednia mistrz murarski von Pierret, który wykonywał swoje zadanie w l. 1840–1841. Steinkeller, angażujący się głównie w przedsięwzięcia w Kongresówce, sprowadził się tutaj na stałe dopiero po upadku swoich interesów w Warszawie, na krótko przed śmiercią w 1854. Po jego śmierci dwór przeszedł w ręce Kirchmajerów. W latach 1860–1861 został odrestaurowany staraniem Wincentego Kirchmajera, właściciela „Czasu”, według projektu Filipa Pokutyńskiego (roboty zakończono w lipcu 1861). Wtedy to właśnie parterowy obiekt uzyskał ostateczny kształt architektoniczny, charakteryzujący się m.in. szeregiem dużych okien zdobiących fasadę oraz skromnym tympanonem. W 1861 w pałacu umieszczono drukarnię oraz redakcję „Czasu”, która miała tu siedzibę aż do lat 30. XX w. Wówczas redakcja została przeniesiona do Warszawy, a budynek zburzono. Po Kirchmayerach właścicielami dworku byli Potoccy.
Przez kolejne dziesiątki lat plac po dworze pozostawał pusty, służył jako parking. W 1999 podczas badań archeologicznych odkryto tutaj dobrze zachowany grób wojownika z X w. Wkrótce potem stanął w tym miejscu budynek sieci hotelowej Campanile.